# Jean-Baptiste Souzy
Le bienheureux Jean-Baptiste Souzy est un prêtre catholique français né le 19 novembre 1734 à La Rochelle et mort le 27 août 1794 sur les pontons de Rochefort.

## Biographie
Fils d'un marchand rochelais, Jean-Baptiste Étienne Souzy est ordonné prêtre et devient vicaire de l'église Saint-Barthélémy de La Rochelle. Nommé curé de Landrais en 1762, il devint chanoine de la cathédrale Saint-Louis de La Rochelle en 1769 et syndic du chapitre. Il est admis comme membre de l'Académie des belles-lettres, sciences et arts de La Rochelle en 1783.
Refusant de prêter serment à la Constitution civile du clergé et passe dans la clandestinité. Arrêté comme prêtre réfractaire en 1793, il est déporté sur les futurs pontons de Rochefort en janvier 1794. L'évêque de La Rochelle, Jean-Charles de Coucy, le délègue alors comme vicaire général auprès des prêtres et religieux déportés. Il se voue à organiser la vie spirituelle de ses codétenus. Il y meurt d'épidémie le 27 août 1794 et est enterré avec 253 autres prêtres et religieux dans les sables de l'Île Madame.
Le 1er octobre 1995, le pape Jean-Paul II béatifie Jean-Baptiste Souzy et 63 de ses compagnons,.

## Hommages
- Centre culturel diocésain Jean-Baptiste-Souzy, La Rochelle
- Chapelle Jean-Baptiste Souzy, La Rochelle
- Paroisse Jean-Baptiste Souzy et ses compagnons, Gémozac

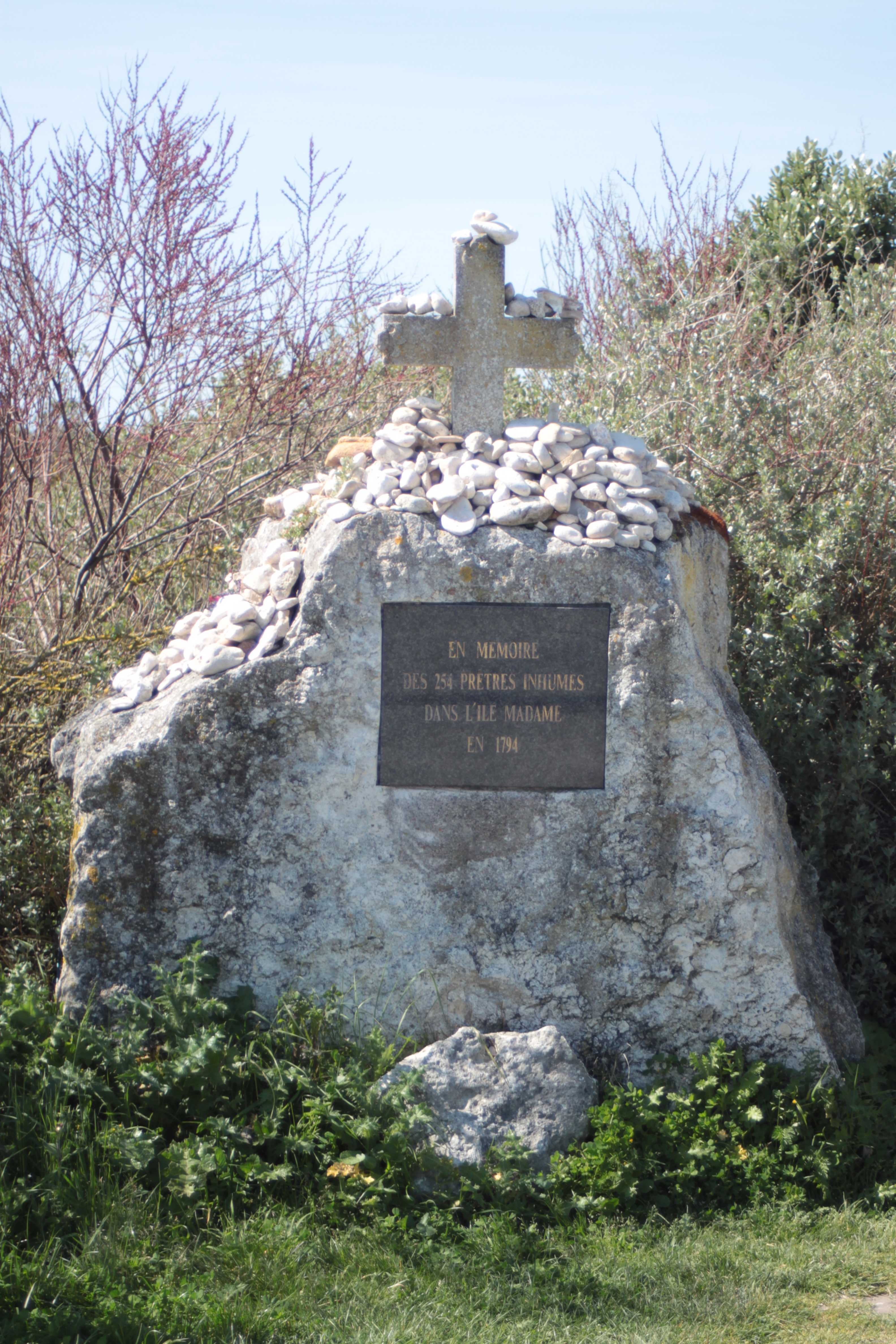
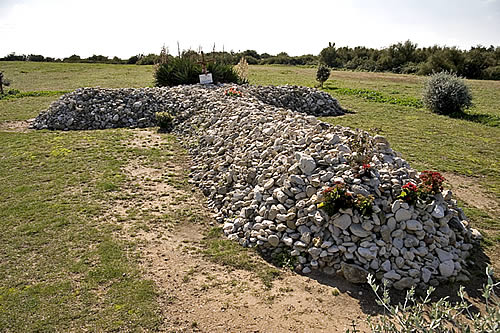

## Sources
- abbé Yves Blomme, Les Prêtres déportés sur les Pontons de Rochefort, Bordessoules, 1994
- "Souzy (Jean-Baptiste), in: Polly Vedder, New Catholic Encyclopedia, 2001